# 医道の日本社
株式会社医道の日本社（いどうのにっぽんしゃ、IDO-NO-NIPPON SHA INC.）は、1938年に創業した医学系出版社。数ある医学書出版社の中で、東洋医学を専門とする点が特色。出版のほか、治療道具や健康器具などの販売も行っている。

## 雑誌
- 医道の日本（月刊）

鍼灸養成施設の東洋医学系科目の教科書（鍼灸理論、社会あはき学、鍼灸実技、按摩マッサージ指圧実技、経絡経穴概論、東洋医学概論、東洋医学臨床論）の出版も行っている。